# 三和NDB施設
三和NDB施設（みわNDBしせつ、英語: Miwa NDB Site）は、沖縄県旧三和村（現糸満市三和地区）にあったアメリカ軍の航空保安施設で、コンパス・ロケーター無指向性無線標識施設のこと。沖縄返還協定了解覚書のC表で日本に返還された。
三和NBD施設は「沖縄NDB局」（Okinawa NDB:OK）とも表記され、引き続き運用されたが、2012年4月5日に運用停止し、その後、沖縄NDB局舎は撤去されている。

## 概要
1972年5月15日、日米合同委員会において、沖縄における航空交通管制が合意され、航空路用NDB及びVORTAC施設においては、施政権返還後1年以内に日本国政府に移管され運用管理することが決定された。
三和NDB施設として占有されていた土地（37,000㎡）は、1972年5月14日に返還され農地となった。また、アンテナ施設と管理施設は同年5月15日から日本政府に移管し運用された。他に施政権移行に伴い移管されたアメリカ軍NDB施設として、三和（沖縄NDB)の他に、南大東NDB（1972年9月14日移管）や宮古島NDB （1973年6月8日移管）がある。
- 名称:沖縄NDB（OK）
- 沖縄県糸満市字名城真原645
- 管理:運輸局
- 位置:N26°06′E127°40′
- 搬送周波数（キロヘルツ）:308
- 空中線電力（ワット）:400[2]

2012年4月5日に運用停止し、その後、12月17日に沖縄NDB局舎撤去工事の入札公告が行われた。

## 参考事項
沖縄の米軍基地 > 沖縄返還協定了解覚書 C-2